# Minerva Irodalmi és Nyomdai Műintézet Rt.
A Minerva Irodalmi és Nyomdai Műintézet Rt. kolozsvári nyomdaipari cég 1920–1948 között. Célja az volt, hogy a romániai magyarság számára tankönyveket, irodalmi műveket, folyóiratokat adjon ki. 1922-től a római katolikus, a református és az unitárius egyház is anyagi részt vállalt a cégben. 1944 végén az egyházak a részesedésük 52%-át átadták a nyomda szakszervezetének. A céget 1948. június 11-én államosították.
A nyomda épülete a Brassai (korábban Hosszú-Szappany) utcában állt, a cég könyv- és papírüzlete a Fő tér és az Egyetem utca sarkán. 
A Minerva Rt-nél jelent meg az Erdélyi Szépmíves Céh legtöbb kötete, illetve az első világháború utáni első román lexikon, az 1000 oldalas Minerva Enciclopedia Română, mintegy ezer szöveg közti képpel, 100 térképpel, 50 színes műmelléklettel és 10 színes térképlappal.
1944-ig saját kiadásban 265 tankönyv (1 055 999 példány), 441 irodalmi és tudományos mű (936 376 példány) jelent meg, külső megrendelők részére pedig 2 226 477 példányt teljesítettek.
A Minerva Rt. fennállása alatt több mint 40 lapot és folyóiratot adott ki, a legjelentősebbek ezek közül a Pásztortűz, Jóbarát, Erdélyi Helikon, Ellenzék voltak.
A Minerva Rt. által kiadott könyvsorozatok: Minerva Könyvtár, Minerva Népkönyvtár, Magyar Nép Könyvtára, A Magyar Ifjúság Könyvtára, a Pásztortűz Könyvtára, Erdélyi Tudományos Füzetek, Erdélyi Ritkaságok.
A nyomda kiállítótermében könyvillusztrációkat, könyvterveket állítottak ki.